# Ravi Shankar (guru)
Pour les articles homonymes, voir Ravi Shankar (homonymie) et Shankar.
Sri Sri Ravi Shankar, né Ravi Shankar Ratnam le 13 mai 1956 à Papanasam (Tamil Nadu, Inde), est un gurû indien, ancien pandit pour les récitations védiques de Maharishi Mahesh Yogi ; il a fondé son propre mouvement dans les années 1980 qui toucherait 300 millions de personnes dans 151 pays. En 2010, le magazine Forbes l'a élu cinquième personnalité la plus influente en Inde. Certains journalistes indiens l'ont appelé « le guru des pauvres »,.

## Biographie
Né en 1956 à Papanasam (Tamil Nadu, en Inde), il a commencé à étudier très jeune les écrits sanscrits ; son premier maître, Sudhakar Chaturvedi, était un érudit védique indien. Après avoir obtenu son baccalauréat en sciences, il voyage avec son second maître, Maharishi Mahesh Yogi qui donne des conférences sur la science védique et met en place des centres de Méditation transcendantale et de Prévention ayurvédique. Peu à peu, il se familiarise avec la scène internationale et dans les années 1980, il fonde sa propre fondation « Art of Living (en)» et l’ONG « International Association for human values ». Plus tard, il a créé un programme de réinsertion pour prisonniers et, plus récemment, il a lancé un programme pour le renforcement des valeurs humaines et de l’éthique dans le monde des affaires. Depuis la fin des années 1990, il a publié une petite dizaine de livres, dont Celebrating Silence, An Intimate Guide to the Sincere Seeker, God Loves Fun, Ashtavakra Gita, Patanjali Yoga Sutras.

## Philosophie
La pratique qu'il propose est basée sur la respiration sous le nom de Sudarshan Kriya pour lequel Sri Sri Ravi Shankar possède une marque déposée.
Il aurait découvert cette technique après une période de 10 jours de silence. Selon lui, chaque émotion imprime un rythme sur la respiration et, en contrôlant notre respiration, nous pouvons nous purifier des émotions négatives et élever notre conscience. Des études médicales menées sur ces exercices [réf. nécessaire] ont relevé un certain nombre de bénéfices mentaux et physiques : réduction du stress (diminution de l’enzyme cortisol), renforcement du système immunitaire, soulagement de l’angoisse et de la dépression, amélioration de la capacité de concentration.

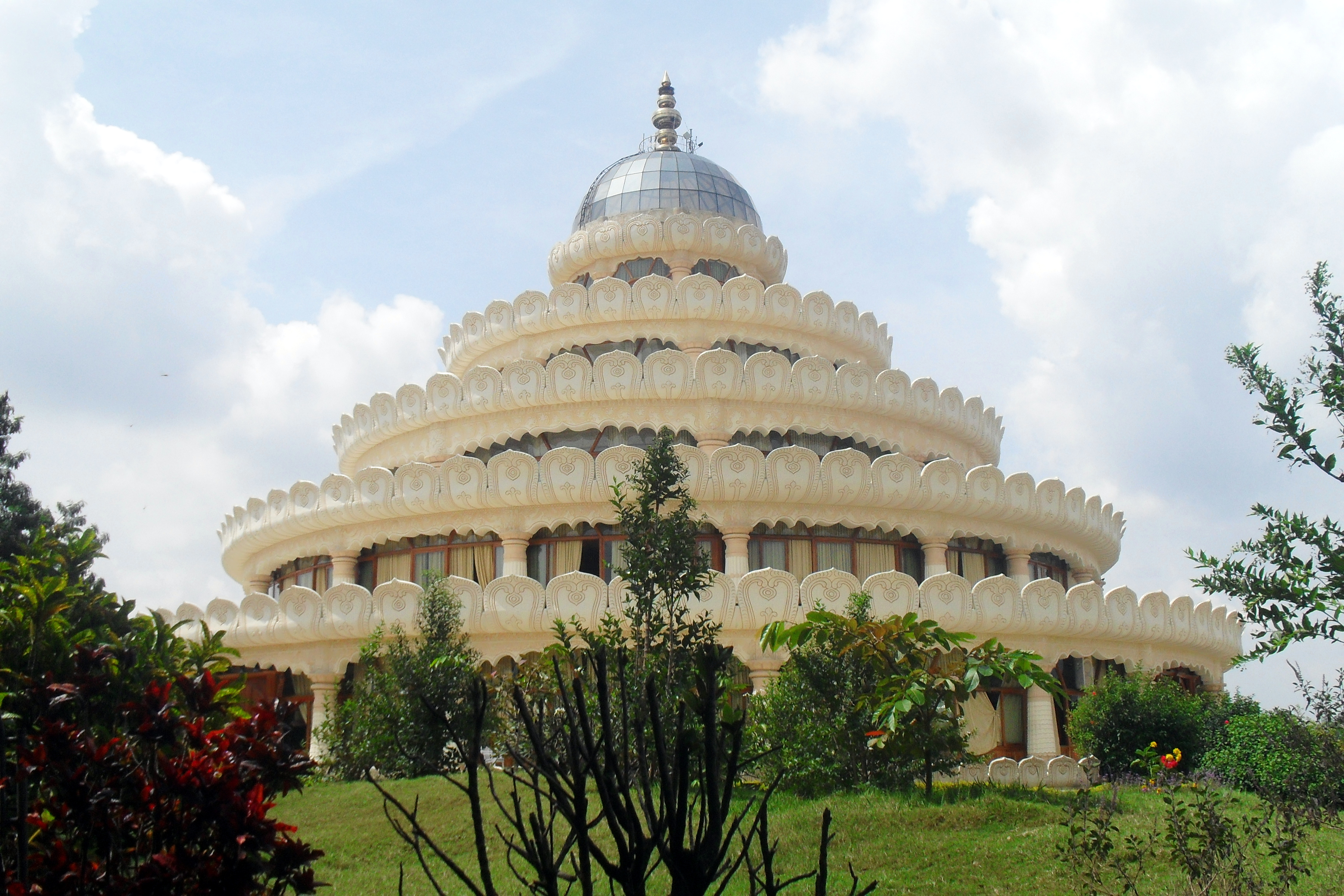
L'ashram international de la fondation Art of Living à Bangalore en Inde.

En 1982, Sri Sri Ravi Shankar crée l’International Art of Living Foundation, une organisation à but non lucratif, qui a obtenu le statut consultatif spécial des ONG auprès des Nations unies, dont les programmes éducatifs développés dans ses ashrams sont proposés dans d'autres pays.
Il fonde en 1997 à Genève, avec plusieurs autres personnalités, l’International Association for Human Values (IAHV, Association internationale pour les valeurs humaines) .  
- Le programme 5H (5H comme health, hygiene, home, human values, harmony in diversity) est pour le développement social et communautaire dans les zones rurales des pays en voie de développement.
- PrisonSmart est conçu pour les détenus, les délinquants ou la jeunesse à risque. En leur apprenant à gérer leur stress et leurs pulsions, ce programme préviendrait le crime, éviterait la récidive et favoriserait la réhabilitation sociale. Une variante de ce programme s'adresse aussi bien au personnel de la justice pénale qu'aux victimes d'agressions.
- ART Excel : destiné aux jeunes de 7 à 17 ans sur lesquels pèsent aussi les méfaits de la violence. Ce programme interactif et ludique les aiderait à tirer le meilleur parti de leurs émotions et à développer toutes leurs capacités. Ils en deviendraient plus efficaces à l'école.
- le Projet Pieds Nus - une œuvre de formation professionnelle pour l'avancement économique des femmes des pays en voie de développement.
- Un Euro pour un Heureux - une œuvre charitable qui apporte à des enfants des villages, nourriture, services médicaux, eau saine, vêtements et éducation.

Sri Sri Ravi Shankar est membre d'honneur du Club de Budapest.
Le premier ministre indien, Narendra Modi partage une relation de mutuelle appréciation avec Sri Sri Ravi Shankar et a joué un rôle important dans sa montée en puissance et le « guru de la paix », comme le journal Le Monde l'a qualifié, lui a en retour suggéré plusieurs conseils politiques à suivre comme  « la journée internationale du Yoga » du 21 juin depuis 2015. Sa réputation en Inde et à travers le monde pourrait servir au développement d'un soft pouvoir indien.

## Rencontres avec le dalaï-lama
Ravi Shankar a rencontré plusieurs fois le 14e dalaï-lama après la visite de ce dernier à Yamachiche en janvier 2001. Peu après le 11 septembre 2001, Ravi Shankar et le dalaï-lama participèrent à un colloque organisé par la Bengal Chamber of Commerce and Industry (en) de Calcutta, envoyant un message de paix. En septembre 2004, ils participèrent aux célébrations du Guru Granth Sahib. En janvier 2008, avec le dalaï-lama, Baba Ramdev et l'ancien président de l'Inde A.P.J. Abdul Kalam, il participe à lancer Global Foundation for Civilisational Harmony qui vise à promouvoir la paix et l'harmonie dans le monde. En janvier 2009, il consacre avec le dalaï-lama une statue du Bouddha à Gulbarga dans le Karnataka . Ravi Shankar rencontra pendant une heure le dalaï-lama en 2011 dans sa résidence de Dharamsala lors d'une visite de six jours qu'il effectua en Himachal Pradesh.

## Critiques
Edward Luce, dans son livre, In Spite of the Gods: The Strange Rise of Modern India évoque des liens supposés de Sri Sri Ravi Shankar avec les fondateurs de groupes nationalistes et paramilitaires indiens, Rashtriya Swayamsevak Sangh et Vishva Hindu Parishad.
Bernard Goldstein, dans son ouvrage « J'ai vécu le miracle indien », évoque l’entreprise de Sri Sri Ravi Shankar comme une « multinationale » avec un « indiscutable talent marketing »  mais dont les affirmations scientifiques sont « complètement farfelues » bien que Shankar  ait fait breveter sa méthode en utilisant le langage scientifique.
En 2012, ses interventions sur des questions politiques en Inde ont provoqué de sévères critiques parmi les politiciens et certains journalistes quant à sa capacité à user de sa notoriété pour discuter de tous les sujets, comme celui de l'éducation,, ou lors de sa tentative « d'éduquer les Talibans » par le biais de ses pratiques respiratoires